# جایزه حلقه منتقدان فیلم نیویورک برای بهترین بازیگر نقش مکمل زن

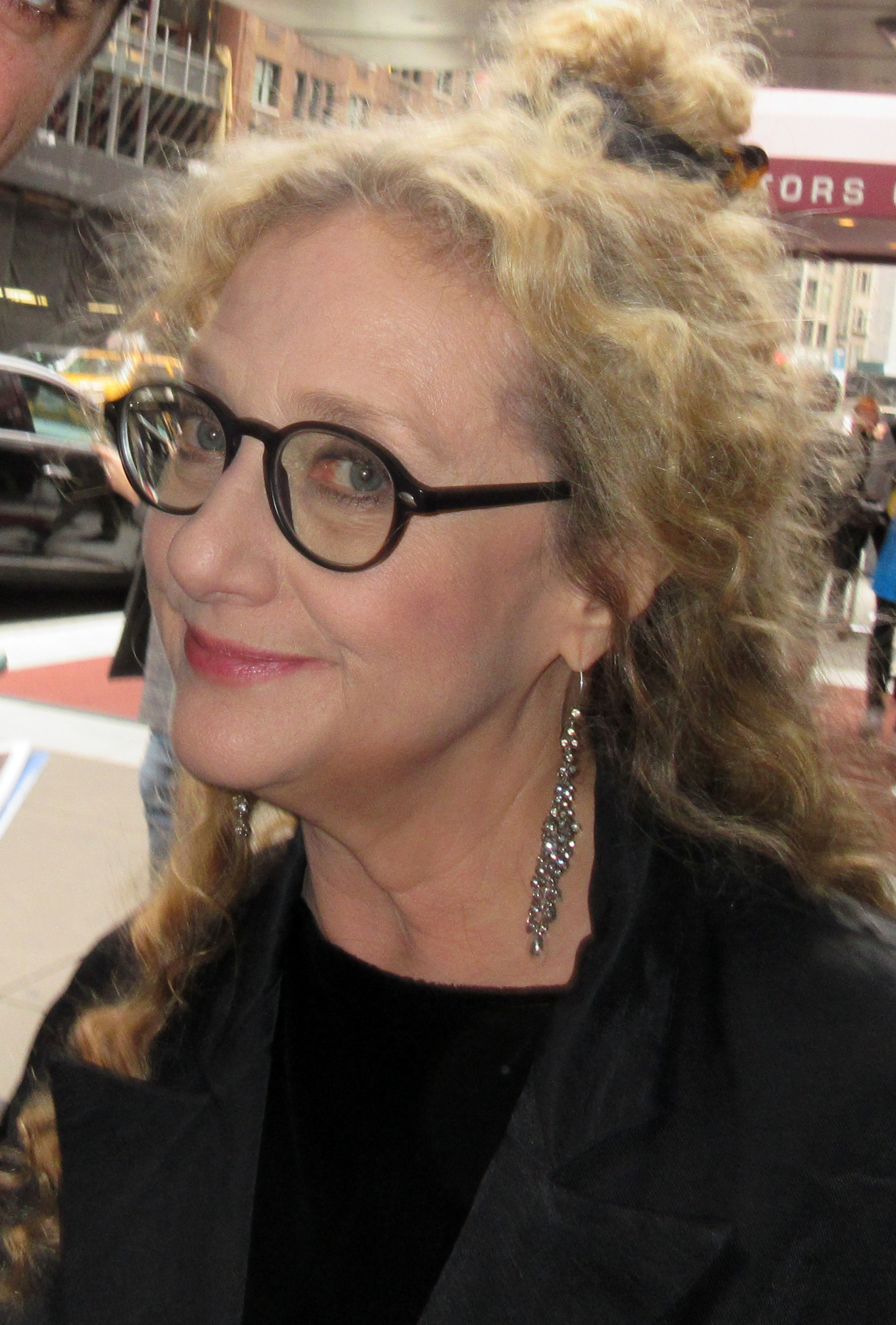
کارول کین، برندهٔ سال ۲۰۲۴

جایزه حلقه منتقدان نیویورک برای بهترین نقش مکمل زن (انگلیسی: New York Film Critics Circle Award for Best Supporting Actress) جایزه‌ای است که «حلقه منتقدان فیلم نیویورک»، از سال ۱۹۶۹ میلادی، به بهترین بازیگر نقش مکمل زن اهدا می‌نمایند. اولین برندهٔ این جایزه، «دیان کنون» بابت ایفای نقش در فیلم «باب و کارول و تد و آلیس» بود.

## برندگان جایزه
برندگان جایزه اسکار همان سال با علامت ستاره (*) مشخص شده‌اند:

### دههٔ ۱۹۶۰
| سال  | برنده     | فیلم                    | نقش          |
| ---- | --------- | ----------------------- | ------------ |
| ۱۹۶۹ | دیان کنون | باب و کارول و تد و آلیس | آلیس هندرسون |

### دههٔ ۱۹۷۰
| سال  | برنده           | فیلم              | نقش          |
| ---- | --------------- | ----------------- | ------------ |
| ۱۹۷۰ | کارن بلک        | پنج بخش آسان      | رایت دیپستو  |
| ۱۹۷۱ | الن برستین      | آخرین نمایش فیلم  | لوئیس فارو   |
| ۱۹۷۲ | جینی برلین      | جوان دل‌شکسته      | لایلا کلوندی |
| ۱۹۷۳ | والنتینا کورتس  | روز به جای شب     | سِورین        |
| ۱۹۷۴ | ولری پرین       | لنی               | هانی بروس    |
| ۱۹۷۵ | لیلی تاملین     | نشویل             | لینی ریز     |
| ۱۹۷۶ | تالیا شایر      | راکی              | آدریان پنینو |
| ۱۹۷۷ | سیسی اسپیسک     | سه زن             | پینکی رُز     |
| ۱۹۷۸ | مورین استیپلتون | داخلی             | پِرل          |
| ۱۹۷۹ | مریل استریپ *   | کرامر علیه کرامر  | جوآنا کرامر  |
| ۱۹۷۹ | مریل استریپ *   | فتنه‌گری جو تاینان | کارن ترینر   |

### دههٔ ۱۹۸۰
| سال  | برنده             | فیلم                      | نقش            |
| ---- | ----------------- | ------------------------- | -------------- |
| ۱۹۸۰ | مری استینبورگن *  | ملوین و هاوارد            | لیندا دامر     |
| ۱۹۸۱ | مونا واشبورن      | استیوی                    | عمه/خاله       |
| ۱۹۸۲ | جسیکا لنگ *       | توتسی                     | جولی نیکولاس   |
| ۱۹۸۳ | لیندا هانت *      | سال زندگی خطرناک          | بیلی کوان      |
| ۱۹۸۴ | کریستین لاتی      | Swing Shift               | هَزِل            |
| ۱۹۸۵ | آنجلیکا هیوستون * | شرافت پریتزی              | مائه‌رُزه پریتزی |
| ۱۹۸۶ | دایان ویست *      | هانا و خواهرانش           | هالی           |
| ۱۹۸۷ | ونسا ردگریو       | خوب گوش کن                | پگی رمزی       |
| ۱۹۸۸ | دایان ونورا       | بِرد                       | چان پارکر      |
| ۱۹۸۹ | لنا اولین         | دشمنان: یک داستان عاشقانه | ماشا           |

### دههٔ ۱۹۹۰
| سال  | برنده             | فیلم                   | نقش              |
| ---- | ----------------- | ---------------------- | ---------------- |
| ۱۹۹۰ | جنیفر جیسن لی     | Miami Blues            | سوزی واگونر      |
| ۱۹۹۰ | جنیفر جیسن لی     | آخرین خروجی به بروکلین | ترالالا          |
| ۱۹۹۱ | جودی دیویس        | بارتون فینک            | آدری تیلور       |
| ۱۹۹۱ | جودی دیویس        | ناهار عریان            | جون فراست/جون لی |
| ۱۹۹۲ | میراندا ریچاردسون | بازی گریه              | جود              |
| ۱۹۹۲ | میراندا ریچاردسون | آسیب                   | اینگرید فلمینگ   |
| ۱۹۹۲ | میراندا ریچاردسون | آوریل افسون‌شده         | رُز آرباثنات      |
| ۱۹۹۳ | گونگ لی           | وداع با محبوبم         | جوشی‌ین           |
| ۱۹۹۴ | دایان ویست *      | گلوله‌ها بر فراز برادوی | هلن سینکلر       |
| ۱۹۹۵ | میرا سوروینو *    | آفرودیت توانا          | لیندا اَش         |
| ۱۹۹۶ | کورتنی لاو        | مردم علیه لری فلینت    | آلثیا فلینت      |
| ۱۹۹۷ | جون کیوسک         | درون و بیرون           | امیلی مونتگومری  |
| ۱۹۹۸ | لیزا کودرو        | The Opposite of Sex    | لوسیا دِلوری      |
| ۱۹۹۹ | کاترین کینر       | جان مالکوویچ بودن      | مکسین لاند       |

### دههٔ ۲۰۰۰
| سال  | برنده             | فیلم                   | نقش                 |
| ---- | ----------------- | ---------------------- | ------------------- |
| ۲۰۰۰ | مارسیا گی هاردن * | پولاک                  | لی کرزنر            |
| ۲۰۰۱ | هلن میرن          | گاسفورد پارک           | خانم ویلسون         |
| ۲۰۰۲ | پاتریشیا کلارکسون | دور از بهشت            | اِلنور فاین          |
| ۲۰۰۳ | شهره آغداشلو      | خانه‌ای از شن و مه      | نادره (نادی) بهرانی |
| ۲۰۰۴ | ویرجینیا مادسن    | راه‌های فرعی (فیلم)     | مایا رندل           |
| ۲۰۰۵ | ماریا بلو         | سابقه خشونت            | ادی استال           |
| ۲۰۰۶ | جنیفر هادسون *    | دختران رؤیایی          | ایفی وایت           |
| ۲۰۰۷ | ایمی رایان        | رفته عزیزم رفته        | هلن مک‌کریدی         |
| ۲۰۰۸ | پنه‌لوپه کروز *    | ویکی کریستینا بارسلونا | ماریا اِلنا          |
| ۲۰۰۹ | مونیک *           | پرشس                   | مری لی جانستون      |

### دههٔ ۲۰۱۰
| سال  | برنده          | فیلم                             | نقش             |
| ---- | -------------- | -------------------------------- | --------------- |
| ۲۰۱۰ | ملیسا لیو *    | مشت‌زن                            | آلیس وارد       |
| ۲۰۱۱ | جسیکا چستین    | درخت زندگی                       | خانم اوبراین    |
| ۲۰۱۱ | جسیکا چستین    | خدمتکاران                        | سیسیلیا فوت     |
| ۲۰۱۱ | جسیکا چستین    | پناه بگیر                        | سامانتا لافورش  |
| ۲۰۱۲ | سالی فیلد      | لینکلن                           | مری تاد لینکلن  |
| ۲۰۱۳ | جنیفر لارنس    | حقه‌بازی آمریکایی                 | روزالین روزن‌فلد |
| ۲۰۱۴ | پاتریشیا آرکت  | پسرانگی                          | اولیویا اوانز   |
| ۲۰۱۵ | کریستن استوارت | ابرهای سیل ماریا                 | ولنتاین         |
| ۲۰۱۶ | میشل ویلیامز   | برخی زن‌ها                        | جینا لوئیس      |
| ۲۰۱۶ | میشل ویلیامز   | منچستر بای د سی                  | رندی چندلر      |
| ۲۰۱۷ | تیفانی هدیش    | سفر دختران                       | دینا            |
| ۲۰۱۸ | رجینا کینگ     | اگر خیابان بیل می‌توانست حرف بزند | شانون ریورز     |
| ۲۰۱۹ | لورا درن       | زنان کوچک                        | مارمی مارچ      |
| ۲۰۱۹ | لورا درن       | داستان ازدواج                    | نورا فنشا       |

### دههٔ ۲۰۲۰
| سال  | برنده             | فیلم        | نقش               |
| ---- | ----------------- | ----------- | ----------------- |
| ۲۰۲۰ | ماریا باکالوا     | بورات ۲     | توتار شاگدیف      |
| ۲۰۲۱ | کاترین هانتر      | تراژدی مکبث | سه جادوگر         |
| ۲۰۲۲ | کیکه پالمر        | جواب منفی   | امرالد «ام» هی‌وود |
| ۲۰۲۳ | دیواین جوی رندالف | جاماندگان   | مری لمب           |
| ۲۰۲۴ | کارول کین         | میان معابد  | کارلا کسلر        |